# Love Lockdown
A Love Lockdown Kanye West amerikai rapper, producer és énekes dala, negyedik stúdióalbumáról, az 808s & Heartbreak-ről (2008). A dal producere West volt, míg végzett raja utómunkát Jeff Bhasker is. Mellettük a szerzők voltak Esthero, Malik Yusef és Starshell. West eredetileg 2008. szeptember 10-én osztotta meg követőivel blogján, mielőtt negatív reakciók után újra felvette volna. A dal végül szeptember 18-án jelent meg digitális letöltésként, a Roc-A-Fella és a Def Jam kiadókon keresztül, mint az album első kislemeze. Egy electropop dal, amely zongora és Roland TR-808 hangszereken alapul.
West a dal nagy részében Auto-Tune segítségével énekel, egy sikertelen kapcsolatról. A Love Lockdown pozitív reakciókat kapott a zenekritikusoktól, akik kiemelték a produceri munkát. Sokan méltatták a dobokat, míg mások West énekhangját méltatták. 2008 év végén több magazin, mint a Pitchfork és a Blender is az év legjobb dalai közé helyezte listáin. A dal elnyerte a díjat a Legjobb rap/hiphop dance dalért a 2009-es International Dance Music Awards díjátadón- Harmadik helyen debütált a Billboard Hot 100-on, amivel West legmagasabban kezdő dala lett. Elérte a legjobb tíz helyet Kanadában, Dániában, Németországban, Írországban, Hollandiában és az Egyesült Királyságban.
A Love Lockdown négyszeres platina minősítést kapott az Amerikai Hanglemezgyártók Szövetségétől (RIAA), illetve aranyat a Brit Hanglemezgyártók Szövetségétől (BPI), az Ausztrál Hanglemezgyártók Szövetségétől (ARIA) és a Recorded Music New Zealand (RMNZ)-től. A dal videóklipjét 2008. október 7-én mutatták be, amelyet Christian Bale szerepe az Amerikai pszichó (2000) filmben inspirált és amelyben West látható saját szobájában. 2008-ban a Time az év videója díjat adta neki.
West először a 2008-as MTV Video Music Awards díjátadón adta elő, amelyet a 2008-as olimpia nyitóünnepsége inspirált. Később többször is előadta, például a Coachella-völgyi Zenei és Művészeti Fesztiválon 2011-ben, illetve 2015-ös Hollywood Bowlon. A dalt használták a Grand Theft Auto videójáték válogatásában, a Grand Theft Auto: Episodes from Liberty City-n (2009). A Glass Animals (2014) és Lorde (2018) is elkészítették saját verziójukat. 2008 novemberében kiadták a dal remixét 12 inches hanglemezen, amelyeket Chew Fu és Jake Trothn készített.

## Háttér és felvételek

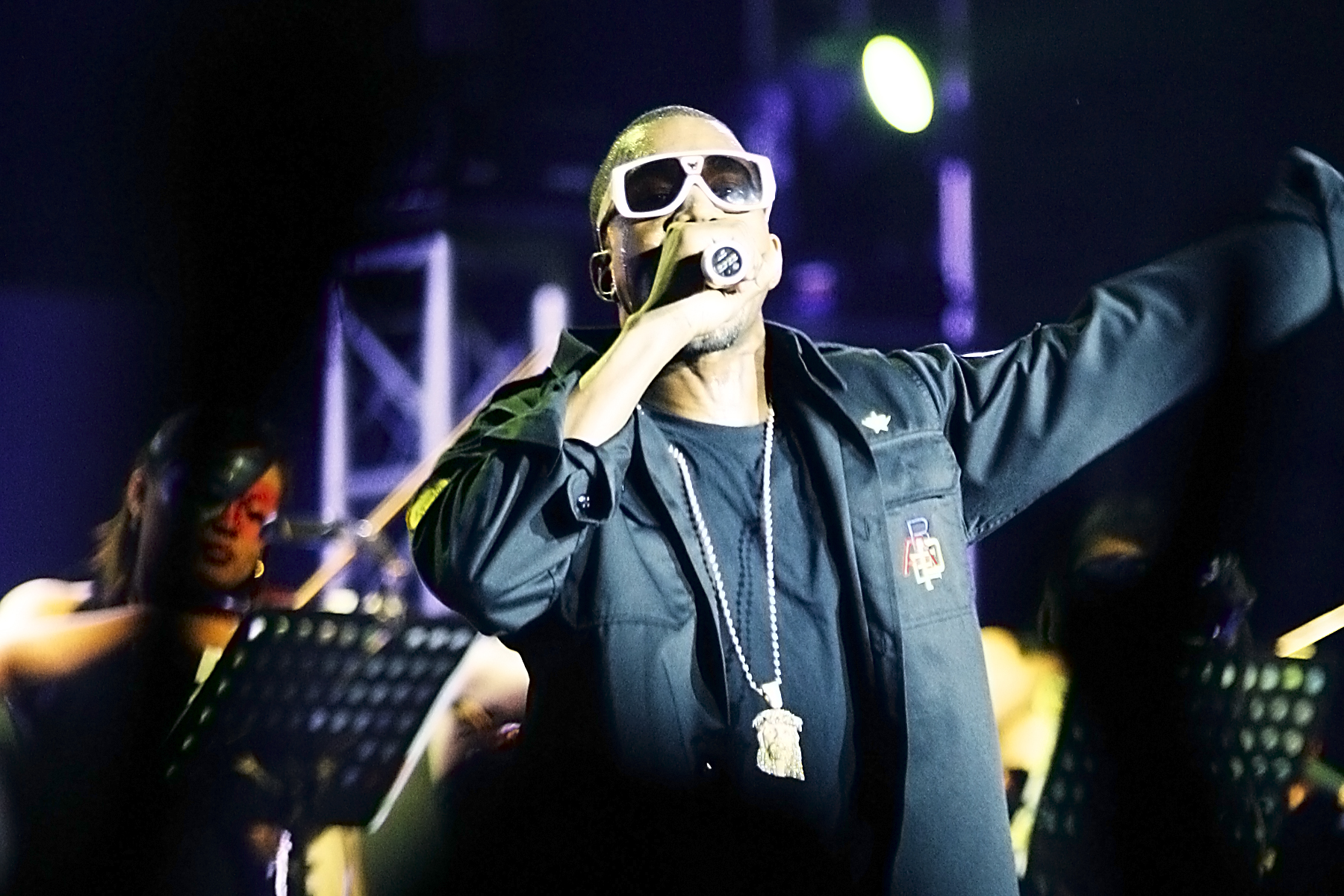
West 2007-ben.

West harmadik stúdióalbumának, a Graduation-nek (2007) megjelenésének idején Jeff Bhasker, amerikai producer elkezdett billentyűkön játszani West koncert-együttesének, mert nem volt elég fellépőjük. Eredetileg West DJ A-Trak rapperen keresztül találkozott Bhaskerrel. Az 808s & Heartbreak-en több dalon is közreműködött dalszerzőként Bhasker, amelyek közé tartozott a Love Lockdown is. Ezt együtt írta Westtel, Estheroval, Malik Yuseffel és Starshellel. Bhasker szerint West freestyle-olta a dal nagy részét, ahogy az a demófelvételen hallható volt. Bhasker szerint a szerzők segítették kiegészíteni a West által létrehozott szövegeket. West volt a dal producere és Bhasker volt a co-producer. Starshell azt nyilatkozta, hogy a találkozása Westtel és az, hogy dolgozhatott vele, segített neki megérteni, hogy hogyan működik a zeneipar és sok tapasztalatot adott neki.

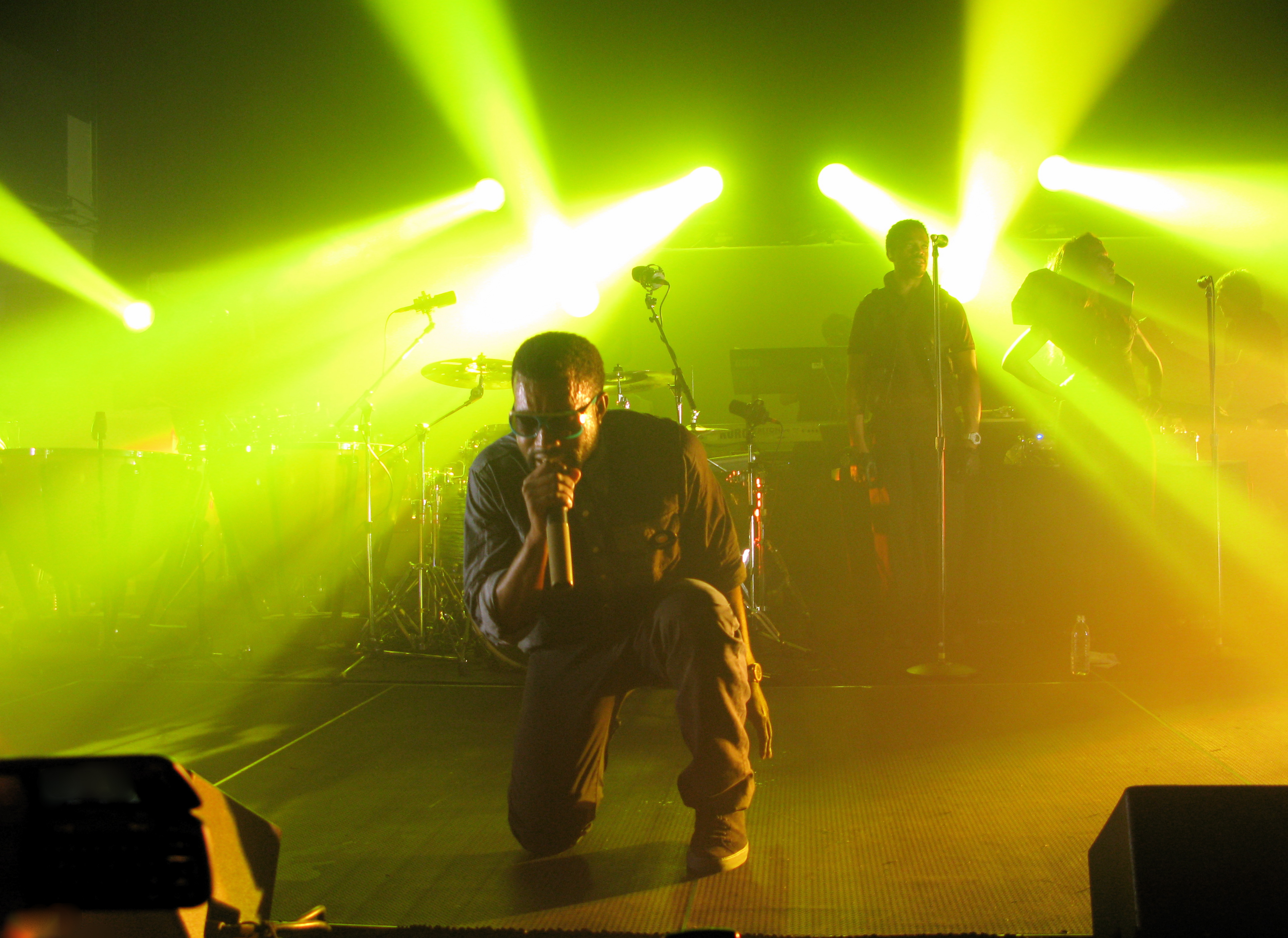
West, 2008 augusztusában.

Az 1980-as évek szintipopjának olyan ikonjai által inspirálva az 808s & Heartbreak dalaiban, mint Phil Collins, Gary Numan és Boy George, West a dalt minimalistábbnak találta az Roland TR-808 dobgép használata miatt. West azt nyilatkozta, hogy a fő célja az volt, hogy egymás mellé helyezze az autotune és az 808 mechanikus hangzását és a taiko japándoboknak, illetve a kórusoknak természetesebb hangjával. West a 2008-as MTV Video Music Awards díjátadón mutatta be a dalt, szeptember 7-én. Két nappal később West bevallotta, hogy ez volt kedvenc dala eddig karrierjében, illetve, hogy a premier előtt másfél héttel írta meg. A Kiss FM-mel készített interjúban oedig megjegyezte, hogy egyike volt az első két dalnak, ami elkészült, miután "album mód"-ba váltott, a Graduation sikerét kővetően. 2008. szeptember 10-én West megosztotta a dalt blogján keresztül. Erre általánosan negatív reakciók érkeztek. Erre válaszként West bejelentette, hogy újra felveszi a dalt: "Az imáitokat meghallgattam! Jön a Love Lockdown új verziója." Ebben a posztban azt is elmondta, hogy újra elénekelte az egész dalt, illetve megmondta azoknak, akiknek nem tetszett az autotune használata, hogy az "az ő bajuk", mert a rapper személyesen imádta és a The College Dropout (2004) óta használta. A Love Lockdown végül 2008. szeptember 18-án jelent meg. Az albumborítón a dal címe PostScript Type 4 betűtípusban van írva. 2008. szeptember 25-én West a blogján megosztott hat fájlt weboldalán, amely a Love Lockdown különböző részleteit tartalmazta, megengedve rajongóinak, hogy felhasználják azt remixeken.

## Kompozíció
Zeneileg a Love Lockdown electropop dal. A tempója 120 BPM, C# mollban írva, míg West énekhangja két oktávot ölel fel, G♯2 és G♯4 között. A dal versszak-refrén formában van írva, amely egy halk-hangos dinamikát ad a számnak, halk, komor versszakokkal és hangos, szinte kántáló refrénekkel. A dal éles zongorajáték és a Roland TR-808 dobgép ritmusa köré van építve, amely emberi szívdobogást utánoz. Ehhez hasonlóan használnak alacsony hangnemű basszusgitárt, amelyet melodikusnak neveztek. Mielőtt megjelennek a dal dobjai, azok helyett szintetizátorok pulzálnak. A refrénben hallható tapsnak a hangja és az átlagosnál több ütőhangszer, amelyek közül az utóbbiakat Gibi Zé Bruno, Lula Almeida és Rodney Dassis játszotta. West egyáltalán nem rappel a dalon, csak énekel. Az autotune program az egész dalon használva van, zord billentyűkkel kiegészítve.
A dalon önelemző dalszövegek szerepelnek, amelyben West egy sikertelen kapcsolat utóhatásairól beszél. A szám refrénje előtt West bemutatja azt a pillanatot, amikor el kell döntenie, hogy megy vagy marad. A refrénben West azt mondja, hogy "keep your love locked down" (angolul: tartsd elzárva a szerelmedet). A refrén dalszövegében egy férfiról beszél, aki megpróbálja túltenni magát valakinek az elvesztésén, akit szeret, mert ez meg fogja védeni a szívét. A dalban többször is hallható, ahogy West elmagyarázza, hogy nehezen tudja kimutatni szeretetét. A PopMatters szerint a szöveg "egyszerű, velős és erőteljes."

## Fogadtatás
A Love Lockdown-t méltatták a zenekritikusok, kiemelve a produceri munkát és West énekhangját. Fraser McAlpine (BBC) azt írta, hogy a produceri munka "figyelemre méltó" és akkor is jó lenne, ha bármely kortárs előadót raktak volna rá és kiemelte a "dühöngő katonai dobolás"-t. McAlpine méltatta West éneklési próbálkozását, annak ellenére, hogy egy rapper és, hogy a próbálkozás "automatikusan lenyűgöző" és leírta, hogy West "elhagyta komfort zónáját," hogy ezt megtehesse. Kritikáját úgy fejezte be, hogy West "valószínűleg nem annyira zseniális, mint amennyire hiszi", de "próbálkozik és ezért meg kell tapsolni," akkor is, ha leginkább úgy hangzik, mint Sean Kingston, amerikai-jamaicai énekes. Az eredeti verzióhoz hasonlítva a Love Lockdown-t, Gareth Grundy (The Observer) azt írta, hogy a "szintetizált vokál és a dobokat" felerősítették, amely hozzáadott "drámát valamihez, ami korábban inkább egy gyászének volt." Dave Heaton (PopMatters) pedig így írta le a dalt: "szívveréshez hasonló basszussal, amely valahogy melodikus lesz," illetve kiemelte West énekhangját, megjegyezve, hogy "egy ponton átmegy egy robotszerű üvöltésbe."

## Díjak
| Év   | Díjátadó                         | Kategória                    | Eredmény | For.   |
| ---- | -------------------------------- | ---------------------------- | -------- | ------ |
| 2009 | BET Awards                       | Nézők választása             | Jelölve  | [ 30 ] |
| 2009 | Teen Choice Awards               | Choice Music: R&B dal        | Jelölve  | [ 31 ] |
| 2009 | MTV Video Music Awards           | Legjobb hiphopvideó          | Jelölve  | [ 32 ] |
| 2009 | MTV Video Music Awards           | Az év videója                | Jelölve  | [ 32 ] |
| 2009 | MTV Video Music Awards           | Legjobb férfi videó          | Jelölve  | [ 32 ] |
| 2009 | International Dance Music Awards | Legjobb Rap/Hiphop dance dal | Elnyerte | [ 33 ] |
| 2009 | International Dance Music Awards | Legjobb R&B/Urban dance dal  | Jelölve  | [ 33 ] |

## Videóklip

### Háttér
2008. október 7-én megjelent a Love Lockdown videóklipje a The Ellen DeGeneres Show-n. West ekkor elmondta Ellen DeGeneresnek, hogy a klip részeit Christian Bale Patrick Bateman karaktere inspirálta, a 2000-ben kiadott Amerikai pszichó filmben.

### Szoinopszis és fogadtatás
A videóklip nagy része West apartmanjában játszódik, a rapper fehérbe van öltözve szobájában. Az Amerikai pszichó inspirációjának köszönhetően eltávolították a színeket a szobából. West szomorúan sétálgat az apartmanban, az első két percben nem is nézve a kamerára. A dal refrénje alatt megjelennek afrikai táncosok és dobosok, dzsembé dobokon játszva, a Roland TR-808 hangját imitálva. Ugyanekkor láthatóak afrikai törzstagok, akik háborúba indulnak. Két női szereplő lesz később a domináns karakter. A klip vége felé West a fal tövében ül és a kamera elkezd rezegni.
A Time 2008-ban az Év videójának nevezte. A 2009-es MTV Video Music Awards-on jelölték Az év videója, a Legjobb férfi videó és a Legjobb hiphopvideó díjakra.

### Közreműködők
The Inspiration Room adatai alapján.
Munkálatok
- Producer: HSI London
- Vágás: The Whitehouse Post, London
- Utómunka: Prime Focus London

Közreműködő személyek
| - Simon Henwood – vezető - Hagai Shaham – vezető - Jonathan Sela – fényképészeti vezető - Richard LaSelle – gyártásvezető - Nicki Allix – vágó - Josephine Simon-Mogensen – utómunkálatok - Dan Lorenzini – utómunkálatok | - James Maclachlan – utómunkálatok - Chris Chitty – utómunkálatok - Adam Crocker – utómunkálatok - Richard Watson – utómunkálatok - Duncan Russell – utómunkálatok - Tom Russell – utómunkálatok |

## Élő előadások

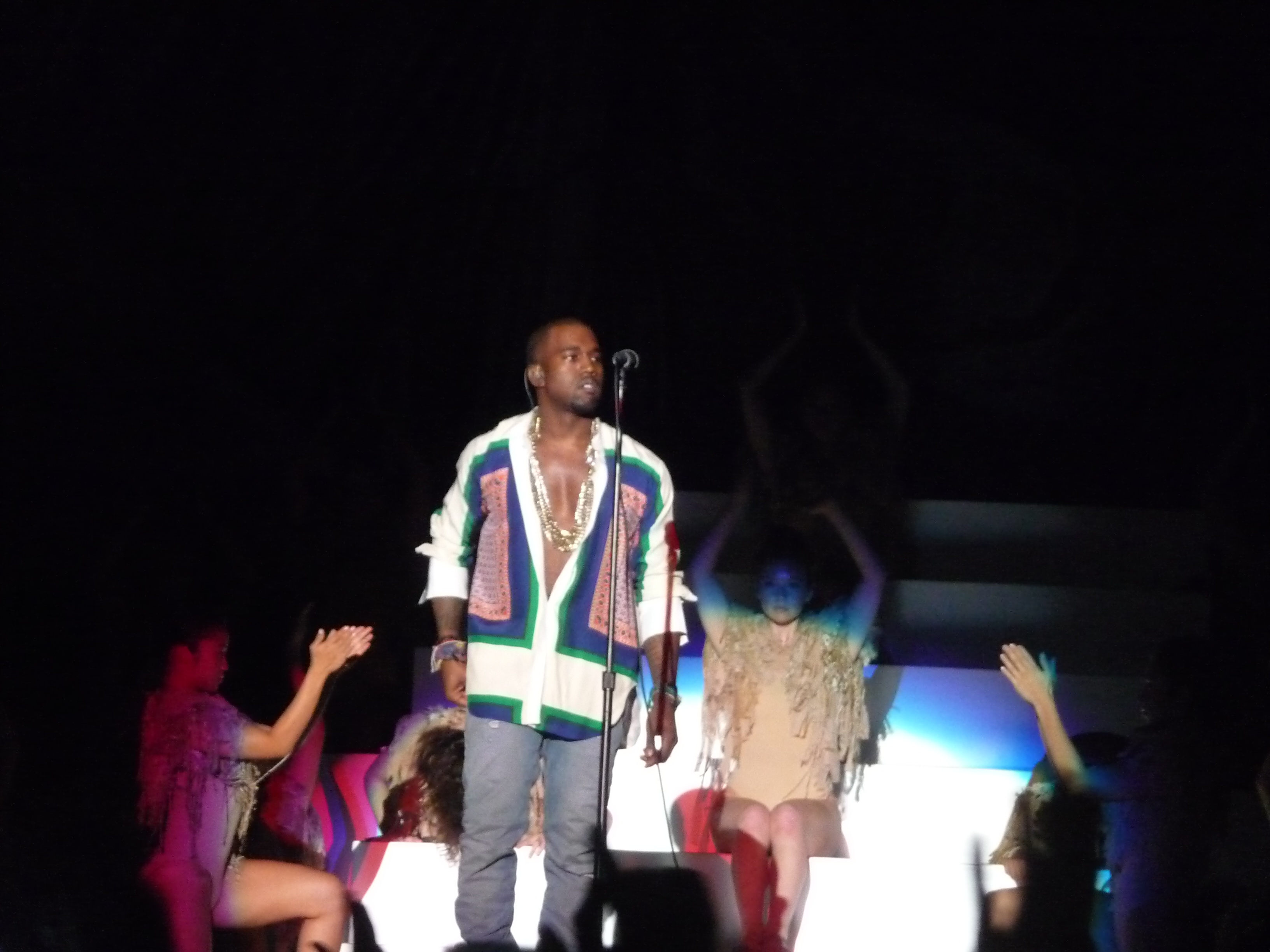
West a 2011-es Coachella Fesztiválon.

West először a 2008-as MTV Video Music Awards díjátadón adta elő a Love Lockdown-t, amely fellépést a 2008-as olimpia nyitóünnepsége inspirált. 2008. október 14-én West előadta a dalt a Jimmy Kimmel Live! műsorán, egy Sonny Crockett ruhát viselve és esetenként hamisan énekelve. A dal előadásával kezdte a fellépését a 2008-as MTV Europe Music Awards-on. 2015-ben a Complex minden idők 17. legjobb hiphop fellépésének nevezte a díjátadón. 2008. december 13-án West előadta a kislemezt a Saturday Night Live-on (SNL).
A Love Lockdown egy újrahangszerelt verziója szerepelt a 2010-es VH1 Storytellers koncertalbumon, bár csak online volt elérhető. West fellépett vele a 2011-es Coachella-völgyi Zenei és Művészeti Fesztiválon, az Alan Parsons Project Sirius (1982) dalának hangszerelését használva, mint intro. West kétestés 808s & Heartbreak koncertjén a 2015-ös Hollywood Bowlon a dal az ötödik szám volt. Ez volt az első alkalom, hogy West előadta a dalt 2013. október 26-a óta.

## Felhasználása
- America's Best Dance Crew (6. évad, 608. epizód)[51]
- Grand Theft Auto IV (2008), Lost and Damned kiegészítőben a The Beat 102.7 kitalált rádióállomáson volt hallható.[52]
- Grand Theft Auto: Episodes from Liberty City válogatás aláfestő zenéje.[53]
- DJ Hero 2 (2010) videójátékban, keverve a Metallica The Day That Never Comes dalával.[54]
- Szerepelt a 2018-as New York-i Victoria’s Secret divatbemutató válogatásalbumán.[55]

## Számlista
| Digitális letöltés 1. Love Lockdown – 4:30 Digitális letöltés 1. Love Lockdown – 4:31 2. Flashing Lights – 3:57 CD kislemez 1. Love Lockdown – 4:30 2. Flashing Lights (Album Verison) – 3:57 3. Stronger (A-Trak Remix) – 4:34 4. Love Lockdown (Video) – 4:36 | EU 12" hanglemez remixek A-oldal 1. Love Lockdown (Aero Tronic Mix) 2. Love Lockdown (Chew Fu Small Room Mix) 3. Love Lockdown (Flufftronix Mix) B-oldal 1. Love Lockdown (Instrumental) 2. Love Lockdown (Jake Troth Mix) 3. Love Lockdown (Main Mix) Németország: Essential 5 EP 1. Love Lockdown – 4:31 2. Homecoming (Chris Martin közreműködésével) – 3:23 3. Stronger – 5:12 4. Gold Digger (Jamie Foxx közreműködésével) – 3:29 5. Good Life (feat. T-Pain) – 3:27 |  |

## Közreműködő előadók
Az 808s & Heartbreak médiajegyzetei alapján.
Felvételek
- Glenwood Studios (Burbank, Kalifornia)
- Avex Recording Studio (Honolulu, Hawaii)

Közreműködők
| - Kanye West – dalszerző, producer - Jeff Bhasker – dalszerző, co-producer, billentyűk - Jenny-Bea Englishman – dalszerző - Malik Jones – dalszerző - LaNeah Menzies – dalszerző | - Andrew Dawson – felvételek, keverés - Gibi Zé Bruno – dobok/ütőhangszerek - Lula Almeida – dobok/ütőhangszerek - Rodney Dassis – dobok/ütőhangszerek |

## Slágerlista
| Slágerlista (2008–2009)               | Legmagasabb pozíció |
| ------------------------------------- | ------------------- |
| Ausztrália (ARIA)                     | 18                  |
| Ausztria (Ö3 Austria Top 40)          | 18                  |
| Belgium (Ultratop 50 Flanders)        | 13                  |
| Belgium (Ultratop 50 Wallonia)        | 38                  |
| Kanada (Canadian Hot 100)             | 5                   |
| Kanada CHR/Top 40 (Billboard)         | 13                  |
| Kanada Hot AC (Billboard)             | 33                  |
| Dánia (Tracklisten)                   | 4                   |
| European Hot 100 Singles (Billboard)  | 16                  |
| Finnország (Suomen virallinen lista)  | 20                  |
| Németország (Official German Charts)  | 8                   |
| Magyarország (Rádiós Top 40)          | 34                  |
| Írország (IRMA)                       | 4                   |
| Olaszország (FIMI)                    | 33                  |
| Hollandia (Dutch Top 40)              | 13                  |
| Hollandia (Single Top 100)            | 10                  |
| Új-Zéland (Recorded Music NZ)         | 11                  |
| Norvégia (VG-lista)                   | 14                  |
| Oroszország (Tophit)                  | 94                  |
| Svédország (Sverigetopplistan)        | 11                  |
| Svájc (Schweizer Hitparade)           | 18                  |
| Brit kislemezlista (OCC)              | 8                   |
| Brit R&B-lista (OCC)                  | 1                   |
| US Billboard Hot 100                  | 3                   |
| US Dance/Mix Show Airplay (Billboard) | 7                   |
| US Dance Club Songs (Billboard)       | 26                  |
| US Hot R&B/Hip-Hop Songs (Billboard)  | 26                  |
| US Mainstream Top 40 (Billboard)      | 10                  |
| US Pop 100 (Billboard)                | 8                   |
| US Rhythmic (Billboard)               | 7                   |

| Év   | Chart (2008)                 | Position |
| ---- | ---------------------------- | -------- |
| 2008 | Ausztrália (ARIA)            | 91       |
| 2008 | Kanada (Canadian Hot 100)    | 95       |
| 2008 | Brit kislemezlista (OCC)     | 43       |
| 2008 | US Billboard Hot 100         | 74       |
| 2009 | Ausztrália Urban (ARIA)      | 38       |
| 2009 | Kanada (Canadian Hot 100)    | 65       |
| 2009 | Magyarország (Rádiós Top 40) | 130      |
| 2009 | Brit kislemezlista (OCC)     | 187      |
| 2009 | US Billboard Hot 100         | 44       |

## Minősítések
| Régió                    | Minősítés  | Példányszám |
| ------------------------ | ---------- | ----------- |
| Ausztrália (ARIA)        | Arany      | 35,000      |
| Új-Zéland (RMNZ)         | Arany      | 7,500       |
| Egyesült Királyság (BPI) | Arany      | 400,000     |
| Egyesült Államok (RIAA)  | 4× Platina | 4,000,000   |

## Kiadások
| Régió            | Dátum                | Formátum               | Verzió  | Kiadó                   | For.    |
| ---------------- | -------------------- | ---------------------- | ------- | ----------------------- | ------- |
| Világszerte      | 2008. szeptember 18. | digitális letöltés     | Eredeti | - Roc-A-Fella - Def Jam | [ 14 ]  |
| Egyesült Államok | 2008. szeptember 30. | ritmikus kortárs rádió | Eredeti | - Roc-A-Fella - Def Jam | [ 98 ]  |
| Világszerte      | 2008. október 18.    | CD kislemez            | Eredeti | - Roc-A-Fella - Def Jam | [ 99 ]  |
| Európa           | 2008. november 11.   | 12" hanglemez          | Remixek | - Roc-A-Fella - Def Jam | [ 100 ] |
| Németország      | 2008. november 18.   | digitális letöltés     | 5 EP    | - Roc-A-Fella - Def Jam | [ 101 ] |